# Is This the Way to Amarillo?
Is This the Way to Amarillo? ist ein Popsong aus dem Jahr 1971. Das von Neil Sedaka und Howard Greenfield geschriebene Stück wurde in der Version von Tony Christie zum Millionenseller.

## Entstehungsgeschichte
Obwohl der Song von zwei Amerikanern geschrieben wurde und es um eine amerikanische Stadt geht, war er ausschließlich in Europa erfolgreich, wohingegen er in den USA nahezu unbekannt blieb. Sedaka hat Amarillo als Handlungsort ausgewählt, weil ihm keine andere amerikanische Stadt eingefallen war, welche sich auf „willow“ und „pillow“ reimt. Es geht im Text um einen verliebten jungen Mann, der ins texanische Amarillo fährt, um dort seine Partnerin zu treffen.

## Millionenhit für Tony Christie

Tony Christie – (Is This the Way To) Amarillo

Das Original des Songs stammt vom britischen Popsänger Tony Christie, der den Titel von den britischen Erfolgsautoren Mitch Murray und Peter Callander produzieren ließ. Diese zeichneten mit ihren Kompositionen für die gesamte Karriere von Tony Christie verantwortlich. Die Single erschien am 8. Oktober 1971 in Großbritannien, wo sie bis auf Rang 17 der Hitparade vordrang. In Deutschland, Österreich, der Schweiz, Belgien, Schweden und Spanien erreichte die Single den ersten Platz der Charts und wurde im September 1972 mit einer Goldenen Schallplatte ausgezeichnet.

## Coverversionen und Parodien
Komponist Neil Sedaka brachte in den USA im Mai 1977 eine eigene Version heraus, die jedoch lediglich Platz 44 der Charts erreichte.    
In den 70er Jahren gab es einige weitere Coverversionen des Lieds, teilweise auch mit deutschem Text wie die Versionen von Roberto Blanco (Ich komm’ zurück nach Amarillo; Dezember 1971) und Mike Fender (Verliebt verlor’n in Amarillo; 1973). Eine tschechische Version (Kvitek Mandragory) gab es von Helena Vondráčková (1972) und Karel Gott.
Für die Hitparade wiederentdeckt wurde der Titel nach der Jahrtausendwende, als Tony Christies Version vom englischen Komiker Peter Kay in einem Sketch seiner TV-Show Peter Kay's Phoenix Nights und bei einigen Live-Auftritten als Playback eingesetzt wurde. Der Song wurde daraufhin in Großbritannien erst richtig populär, und Kay parodierte ihn im Jahr 2005 erneut in einem Video-Clip für die Benefizaktion Comic Relief, in dem er zusammen mit zahlreichen Prominenten auftrat (u. a. Brian May und Roger Taylor von Queen, Shakin’ Stevens, den Happy Mondays und Tony Christie selbst). 
Die wiederveröffentlichte Single erreichte daraufhin am 14. März 2005 die britischen Charts, schnellte am 20. März 2005 auf Platz 1 der britischen Singlecharts, wo sie für sieben Wochen lang blieb, und wurde schließlich zur meistverkauften Single des Jahres 2005. Die Singleveröffentlichung erschien mit der irreführenden Interpretenangabe Tony Christie featuring Peter Kay, tatsächlich handelt es sich dabei aber nicht um eine Neuaufnahme, sondern die Version von 1971 ohne weiteres Zutun von Kay.
Kays parodistisches Video wurde selbst zum Gegenstand zahlreicher Parodien. Für Schlagzeilen sorgte ein Video, das von einer im Irak stationierten Einheit der Royal Dragoon Guards angefertigt wurde. Das ursprünglich nur für Freunde und Verwandte gedachte Video wurde so häufig per E-Mail weitergeleitet, dass dadurch zwischenzeitlich ein Server des britischen Verteidigungsministeriums zum Erliegen kam. Das Video mit dem Titel Is This The Way To Armadillo? (eine Anspielung auf eine NATO-Basis in Afghanistan) tauchte anschließend auch bei YouTube und anderen Plattformen auf und wurde sogar vom damaligen Verteidigungsminister John Reid gelobt. Ähnliche Parodien wurden daraufhin von niederländischen, deutschen und australischen Soldaten ins Netz gestellt.
Aufgrund des einfachen Refrains wurde das Lied europaweit bei Fußballfans als Stadiongesang beliebt, der englische Fußballklub Bolton Wanderers benutzt es sogar als Klubhymne, ebenso wie der Lieblingsverein von Tony Christie, Doncaster Rovers. Für Werder Bremen gibt es eine deutsche Version von den Original Deutschmachern und den Ostkurven-Fans mit dem Titel Weserstadion.
Eine zusammen mit der Hermes House Band aufgenommene Version erreichte in Deutschland und Österreich im Juli 2005 die Charts. Eine Version von Santa erreichte im selben Jahr als Weihnachtsversion Platz 30 in Großbritannien, und Christie selbst nahm 2006 eine Fußball-WM-Version unter dem Titel (Is This the Way to) The World Cup auf, die im Mai 2006 auf den Markt kam und noch einmal auf Platz 8 in seiner Heimat gelangte. 
2022 veröffentlichte Andy Borg auf seinem Album Was Frauen träumen eine neue Version.